# Kościół świętych Marcina i Małgorzaty w Kłobucku
Kościół świętych Marcina i Małgorzaty – kościół w Kłobucku, główna część zespołu klasztornego kanoników regularnych. Wzniesiony w pierwotnej formie na przełomie XII i XIII wieku. Od tego czasu wielokrotnie, trawiony przez pożary, odbudowywany a także poddawany przebudowom.
Jest on najważniejszym zabytkiem Kłobucka, umiejscowiony jest w sąsiedztwie kłobuckiego rynku. Obecnie utrzymany jest w stylu gotyckim z elementami baroku.

## Historia

### Budowa kościoła

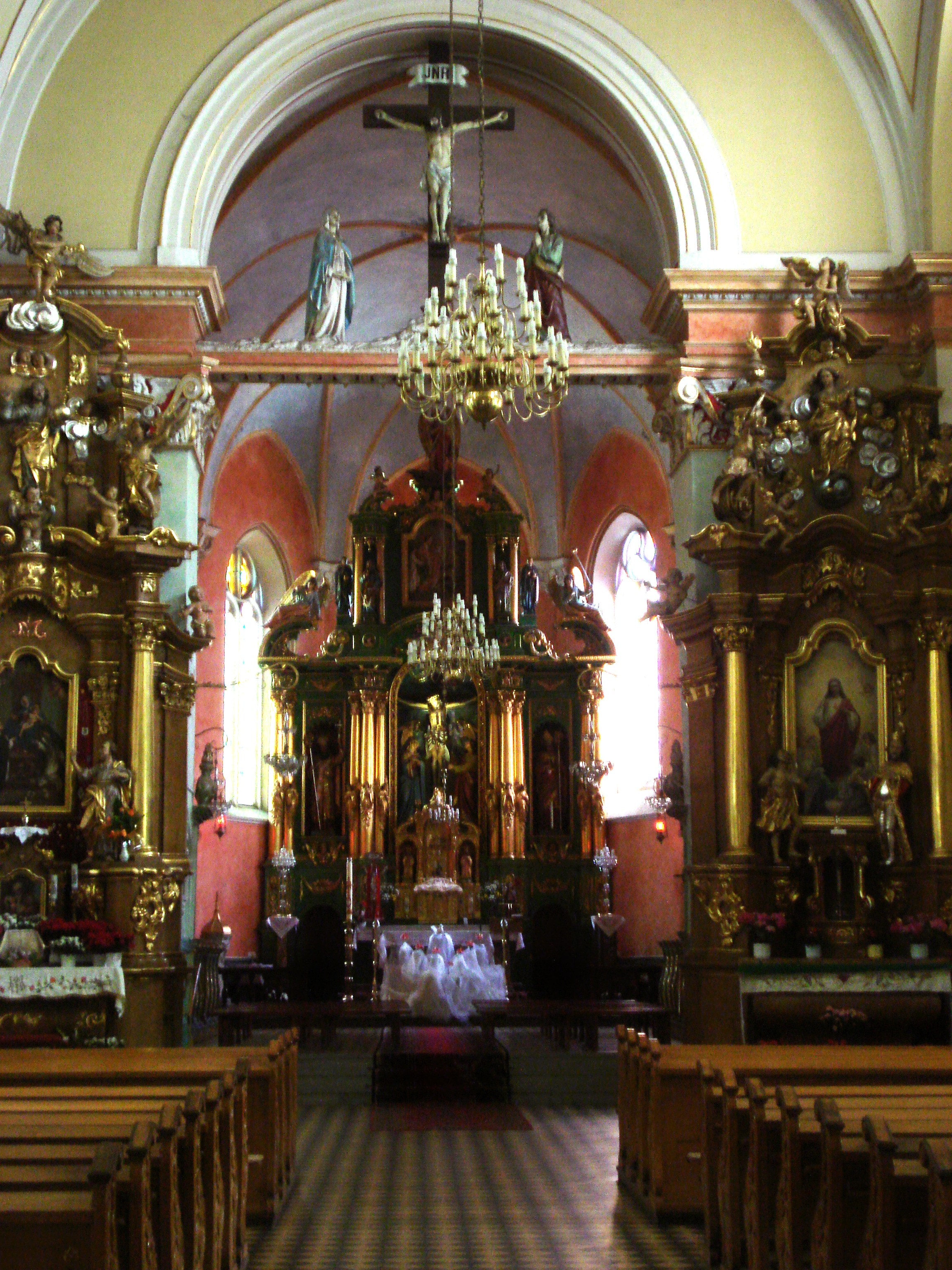
Wnętrze kościoła

Dokładna data budowy kościoła nie jest znana z powodu zagubienia lub zniszczenia dokumentów źródłowych kłobuckiej parafii. Według Jana Długosza, pierwsza murowana świątynia, wybudowana w stylu romańskim powstała w tym miejscu w 1144 r., a jej fundatorem miał być Piotr Dunin Włostowic ze Skrzynna. Informacja ta nie znajduje jednak nigdzie indziej potwierdzenia. Pewna jest natomiast wzmianka o rektorze kościoła w Kłobucku pochodząca z 1287 r., która jest dowodem na istnienie świątyni, nie daje jednak informacji na temat jaką formę miała ona w tym czasie. Jak wykazały badania przeprowadzone przez Helenę Ciszewską-Hohensee, był to najprawdopodobniej murowany, romański kościół. Inni badacze wskazują, że powstał on w miejscu starszego drewnianego kościoła, wybudowanego przez pierwszych osadników.
Kształt romańskiego kościoła nie jest dokładnie znany. Wyniki badań archeologicznych pokazały, że kościół posiadał najprawdopodobniej trzy nawy – nawę główną i dwie nawy boczne nad którymi znajdowały się empory, oraz transept z wieżą wzniesioną przy jego północnym ramieniu. Według domniemań Ciszewskiej-Hohensee, kościół w tym czasie mógł także posiadać drugą wieżę, znajdującą się po przeciwnej stronie kościoła jednak hipoteza ta została podważona przez innych badaczy i do tej pory kwestia ta nie została rozstrzygnięta.

### Budowa klasztoru
Najstarszymi dokumentami źródłowymi dotyczącymi kościoła są księgi parafialne z początków XV wieku. Kościół był wtedy siedzibą jednej z największych parafii Polski średniowiecznej o powierzchni ok. 800 km². W latach 1434–1448 proboszczem parafii w Kłobucku był kronikarz dziejów Polski – Jan Długosz. W 1465 r. rozpoczęto rozbudowę kościoła, którą Długosz sfinansował. Rozbudowa trwała około 12 miesięcy, nieznany jest jej dokładny zasięg. 28 marca 1469 r., z powodu zaprószenia ognia przez jednego z kowali, Kłobuck prawie doszczętnie spłonął. Poważnie ucierpiał również kościół, który wymagał odbudowy. W 1471 r., w księdze gospodarczo-rachunkowej należącej do parafii, zapisano jeden ze średniowiecznych polskich cyzjojanów – tzw. cyzjojan kłobucki. W 1476 r., Jan Długosz ufundował tutaj zespół klasztorny kanoników regularnych. Kościół jest połączony z klasztorem za pomocą przejścia nad bramą.

### Dzieje współczesne
W 2006 r. narodził się pomysł otwarcia przy kościele Muzeum Jana Długosza, który jednak do tej pory nie doczekał się realizacji. 11 lipca 2011 r., w trakcie porannej mszy, w wieżę kościoła uderzył piorun powodując pożar jej wyższej, drewnianej części. Pożar nie wyrządził większych szkód ze względu na szybką reakcję straży pożarnej.

## Rejestr zabytków
Do rejestrów zabytków wpisano:
- kościół z XIV wieku nr rej.: R-478/56 z 2.11.1956, 1111/69 z 27.12.1969 oraz 42/78 z 17.02.1978
- klasztor, obecnie plebania – XV wiek nr rej.: R/511/56 z 2.05.1956, 1112/69 z 27.12.1969 oraz 43/78 z 14.02.1978
- spichlerz – XV w. nr rej.: 1114/69 z 27.12.1969 oraz 45/78 z 14.02.1978
- wikarówka – XIX w. nr rej.: 1113/69 z 27.12.1969 oraz 44/78 z 14.02.1978
- ogrodzenie wraz z pozostałością ośmiobocznej baszty

## Parafia
Kościół jest obecnie siedzibą jednej z trzech kłobuckich parafii. Parafia św. Marcina, należy do dekanatu Kłobuck w archidiecezji częstochowskiej.

## Turystyka
Od kościoła bieg rozpoczyna  Zielony Szlak Kłobucki, przebiega tędy również  Szlak Rezerwatów Przyrody.